# Útulna ve Slavkovské dolině
Útulna ve Slavkovské dolině (známá též jako Útulna) byla malá jednoprostorová turistická útulna ve Slavkovské dolině ve Vysokých Tatrách.
Na Slavkovský štít vedla turistická cesta přes Slavkovskou dolinu. Turisté vystupovali na vrchol z Tatranské magistrály kolem Slavkovských pliesek jihozápadním žlabem. Na podnět Uherského karpatského spolku byla v roce 1878 postavena kamenná útulna. O čtyři roky ji zničila lavina. Byla opravena, ale pak ji poškodily další laviny, brzy se na ni zapomnělo a zchátrala. Příčinou byla nová turistická trasa na vrchol štítu, která vedla po jeho hřebeni z Hrebienku. Před druhou světovou válkou přišlo do módy vysokohorské lyžování a lyžařské túry na Slavkovský štít. Proto se Spišská úvěrová banka v Levoči, která byla majitelkou Starého Smokovce, rozhodla postavit malou lyžařskou útulnu pod protilavinovou zábranou, kterou tvořily velké balvany. Stála na louce poblíž Slavkovských pliesek. Stavby se ujala skupina tatranských sportovců (František Berkovský, Felix Hoepfner, Ivan Bohuš, Oktavián O. Krejčí), kteří v létě 1944 vynesli do doliny potřebný materiál. Sklad, do kterého ho umístili, na jaře 1945 smetla lavina. Stavbu chaty po této události již nedokončili.